# SN 2001hr
SN 2001hr – supernowa odkryta 12 listopada 2001 roku w galaktyce A043820-0133. W momencie odkrycia miała maksymalną jasność 23,90m.